# Britain (tên địa danh)

“Brittanicae Insulae” của Didier Robert de Vaugondy, 1750

Tên gọi Britain có nguồn gốc từ thuật ngữ tiếng Britton nguyên thủy *Pritanī và là một trong những tên gọi lâu đời nhất được biết đến của Đại Anh (Great Britain), một hòn đảo ngoài khơi bờ biển phía tây bắc của lục địa châu Âu. Các thuật ngữ Briton và British, có cùng nguồn gốc, dùng để chỉ một số hoặc toàn bộ cư dân của hòn đảo này và những cư dân ở các đảo nhỏ hơn trong vùng lân cận, ở nhiều góc độ khác nhau. "British Isle" (Quần đảo Anh) là tên gọi cổ xưa duy nhất của những hòn đảo này vẫn được sử dụng rộng rãi.
Trong tiếng Việt, Britain thường được gọi là Anh, mặc dù từ "Anh" bắt nguồn từ cách phiên âm Hán-Việt của England.

## Từ nguyên
"Britain" xuất phát từ tên gọi trong tiếng Latinh: Britannia~Brittania, thông qua tiếng Pháp cổ Bretaigne và tiếng Anh trung đại Breteyne, có thể chịu ảnh hưởng của tiếng Anh cổ Bryten(lond), cũng bắt nguồn từ Brittania. Tất cả những từ trên đều bắt nguồn từ tiếng Brittonic nguyên thủy cho hòn đảo, *Pritanī.
Tài liệu tham khảo sớm nhất bằng văn bản về Quần đảo Anh bắt nguồn từ các tác phẩm của nhà thám hiểm Hy Lạp Pytheas của Massalia; sau đó là các nhà văn Hy Lạp như Diodorus của Sicilia và Strabo, những người trích dẫn việc Pytheas sử dụng các biến thể như Πρεττανική (Prettanikē), "[vùng đất, đảo] Britannia", và nēsoi brettaniai, "Quần đảo Britannia", với Pretani là một từ tiếng Celt có thể có nghĩa là "những người được vẽ" hoặc "những người có hình xăm", ám chỉ đến việc xăm mình của tộc người Celt bản địa sống tại thời điểm đó (xem bên dưới).
Tên tiếng Wales hiện đại của hòn đảo là (Ynys) Prydain. Điều này có thể chứng minh rằng từ gốc trong tiếng Brittonic nguyên thủy ban đầu có chữ P- chứ không phải B- (**Brydain ) và -t- chứ không phải -tt- (**Prythain ). Điều này có thể được giải thích là chứa một gốc *prit- (tiếng Wales pryd, tiếng Ireland cổ cruith; từ tiếng Celt nguyên thủy kwrit-), có nghĩa là "hình dạng", kết hợp với hậu tố tính từ, từ đó hình thành nên từ *Pritanī .

## Lịch sử

### Những ghi chép văn bản
Việc sử dụng từ này bằng văn bản đầu tiên được biết đến là phiên âm tiếng Hy Lạp cổ của thuật ngữ của ngữ chi Gallo-Britton gốc. Người ta tin rằng nó đã xuất hiện trong một periplus (bản đồ bờ biển) được viết vào khoảng năm 325 trước Công nguyên bởi nhà địa lý và nhà thám hiểm Pytheas của Massalia, nhưng không có bản sao nào của periplus này còn tồn tại. Những ghi chép sớm nhất hiện có về từ này là những trích dẫn periplus của các tác giả sau này, chẳng hạn như trong cuốn sử thi Bibliotheca historica của Diodorus xứ Sicilia (khoảng năm 60 TCN - khoảng 30 TCN), Geographica của Strabo (khoảng năm 7 TCN - năm 19 CN) và Naturalis historia của Gaius Plinius Secundus (năm 77 CN). Theo Strabo, Pytheas gọi vùng đất đó là Bretannikē, được coi là danh từ giống cái. Mặc dù về mặt kỹ thuật đây là một tính từ, nhưng có thể đây là trường hợp danh từ bị lược bỏ, một cơ chế phổ biến trong tiếng Hy Lạp cổ đại. Thuật ngữ này cùng với các thuật ngữ liên quan khác sau đó đã được chứng thực trong các tác phẩm sau:
- Pliny referred to the main island as Britannia, with Britanniae describing the island group.
- Catullus also used the plural Britanniae in his Carmina.
- Avienius used insula Albionum in his Ora Maritima.
- Orosius used the plural Britanniae to refer to the islands and Britanni to refer to the people thereof.
- Diodorus referred to Great Britain as Prettanikē nēsos and its inhabitants as Prettanoi.
- Ptolemy, in his Almagest, used Brettania and Brettanikai nēsoi to refer to the island group and the terms megale Brettania (Great Britain) and mikra Brettania (little Britain) for the islands of Great Britain and Ireland, respectively.[5] However, in his Geography, he referred to both Alwion (Great Britain) and Iwernia (Ireland) as a nēsos Bretanikē, or British island.[6]
- Marcian of Heraclea, in his Periplus maris exteri, described the island group as αί Πρεττανικαί νήσοι (the Prettanic Isles).[7]
- Stephanus of Byzantium used the term Ἀλβίων (Albion) to refer to the island, and Ἀλβιώνιοι (Albionioi) to refer to its people.
- Pseudo-Aristotle used nēsoi Brettanikai, Albion and Ierne to refer to the island group, Great Britain, and Ireland, respectively.[8]
- Procopius, in the 6th century AD, used the terms Brittia and Brettania though he considered them to be different islands, the former being located between the latter and Thule. Moreover, according to him on Brittia lived three different nations, the homonymous Brittones (Britons), the Angiloi (English) and the Phrissones (Frisians).[9]

Như đã thấy ở trên, cách viết ban đầu của từ này vẫn còn gây tranh cãi. Các bản thảo cổ sử dụng xen kẽ giữa P- và B-, và nhiều nhà ngôn ngữ học tin rằng bản thảo gốc của Pytheas sử dụng P- (Prettania) thay vì B-. Mặc dù B- phổ biến hơn trong các bản thảo này, nhiều tác giả hiện đại trích dẫn tiếng Hy Lạp hoặc tiếng La tinh, sử dụng P- và gán B- cho những thay đổi của người La Mã dưới thời Julius Caesar; sự thay đổi có liên quan, đôi khi được chứng thực sau này, về cách viết của các từ trong tiếng Hy Lạp, cũng như đôi khi cũng được viết trong tiếng Hy Lạp hiện đại, từ được viết bằng chữ tau kép thành chữ nu kép, cũng được giải thích tương tự như vậy là do ảnh hưởng của tiếng La Mã, từ sự thay đổi cách viết đã đề cập ở trên trong tiếng Latinh. Ví dụ, nhà ngôn ngữ học Karl Schmidt phát biểu rằng "tên của hòn đảo ban đầu được viết là Πρεττανία (Π, thay vì Β)... như được xác nhận bởi từ nguyên của nó".
Stephanus, khi tóm tắt tác phẩm của Markianos và một bản sửa đổi bị thất lạc từ đầu của Ptolemaeus, tuyên bố
"Καὶ ἄλλοι οὕτως διὰ του π Πρετανίδες νῆσοι, ὡς Μαρκιανὸς καὶ Πτολεμαῖος."
Tuy nhiên, truyền thống của Geographica được lưu giữ trong stemma của các bản thảo còn sót lại (thế kỷ 13–14) chỉ lưu giữ bản sửa đổi "Β" chứ không phải "Π" của "Βρεττανικήσ".
Theo Barry Cunliffe:
Rất có thể mô tả về nước Britain (Anh) của nhà văn Hy Lạp Diodorus Siculus vào thế kỷ thứ nhất trước Công nguyên bắt nguồn hoàn toàn hoặc phần lớn từ Pytheas. Điều đặc biệt thú vị là ông gọi hòn đảo này là "Pretannia" (tiếng Hy Lạp là "Prettanikē"), nghĩa là "hòn đảo của người Pretani hay Priteni". "Pretani" là một từ trong ngôn ngữ Celt có nghĩa là "những người được xăm" hoặc "những người có hình xăm", ám chỉ đến việc xăm cơ thể - một lời nhắc nhở về quan sát của Caesar về những người man rợ được xăm bằng màu cây sồi. Rất có thể từ "Pretani" là một tên dân tộc (tên mà người dân tự gọi mình), nhưng vẫn có khả năng là do những người hàng xóm lục địa của họ đã mô tả họ như vậy với các nhà thám hiểm Hy Lạp.

### Thời kỳ La Mã
Sau các cuộc thám hiểm của Julius Caesar đến hòn đảo này vào năm 55 và 54 TCN, Brit(t)an(n)ia chủ yếu được sử dụng để nói đến đảo Anh.  Sau cuộc chinh phục của La Mã dưới thời Hoàng đế Claudius vào năm 43 CN, Britannia/Brittania được dùng để chỉ tỉnh Anh của La Mã (sau này là hai tỉnh), trong một giai đoạn bao gồm một phần của đảo Anh ở phía nam bức tường Hadrianus.

### Thời trung cổ
Trong tiếng Anh cổ, thuật ngữ Hy-La dùng để chỉ nước Anh được viết thành Bryttania, như được chứng thực bởi bản dịch Bảy cuốn sách lịch sử chống lại những kẻ ngoại đạo của Orosius của Alfred Đại đế. 
Tên Latin Britannia trở thành từ Bretaigne trong tiếng Pháp cổ. Việc sử dụng từ Briton để chỉ cư dân của Vương quốc Anh bắt nguồn từ tiếng Pháp cổ bretun, cũng ám chỉ người dân và ngôn ngữ của công quốc Bretagne, bản thân nó bắt nguồn từ tiếng Latin và tiếng Hy Lạp, ví dụ như Βρίττωνες của Procopius. Đây là nguồn gốc của một từ tiếng Anh trung đại là brutons, xuất hiện vào cuối thế kỷ 13.

## Sử dụng hiện đại
Ngày nay, có nhiều thuật ngữ liên quan như United Kingdom, Great Britain, Britain và England bị nhầm lẫn, đặc biệt là giữa những người nói tiếng Anh bên ngoài Great Britain và Ireland. Theo nhiều cách sử dụng được chấp nhận, một số cách sử dụng này có thể trùng lặp, nhưng một số cách sử dụng phổ biến lại không chính xác.
Thuật ngữ Britain được sử dụng rộng rãi như tên gọi chung cho quốc gia có chủ quyền là Vương quốc Liên hiệp Anh và Bắc Ireland (United Kingdom, UK). Vương quốc Liên hiệp Anh và Bắc Ireland bao gồm ba quốc gia trên hòn đảo lớn nhất, có thể được gọi là đảo Britain hoặc Đại Anh, gồm Anh (England), Scotland và xứ Wales. Tuy nhiên, Vương quốc Liên hiệp Anh và Bắc Ireland cũng bao gồm Bắc Ireland trên đảo Ireland lân cận. England không đồng nghĩa với Britain, Great Britain hay United Kingdom. Tuy nhiên, thực tế trong tiếng Việt, từ "Anh", vốn có nguồn gốc từ việc phiên âm Hán-Việt của chữ 英吉利 (Anh Cát Lợi, từ English) hoặc 英格兰 (Anh Cách Lan, từ England) luôn được sử dụng để dịch các thuật ngữ trên, do Anh được coi chủ thể của các vương quốc nằm trong liên hiệp.
Nhà văn cổ điển Ptolemaeus gọi hòn đảo lớn hơn là Đại Britain (megale Bretannia) và Ireland là Tiểu Britain (mikra Brettania) trong tác phẩm Almagest (147–148 sau Công nguyên) của ông.  Trong tác phẩm sau này của mình, Chỉ dẫn Địa lý (khoảng năm 150 CN), ông đã đặt tên cho những hòn đảo này là Ἀλουίωνος (Alwiōnos), Ἰουερνίας (Iwernias) và Mona (Đảo Anglesey), cho thấy đây có thể là tên bản địa của từng hòn đảo mà ông không biết vào thời điểm viết Almagest.  Tên Albion dường như đã không còn được sử dụng nữa sau cuộc chinh phục của La Mã đối với Vương quốc Anh, sau đó Britain trở thành cái tên phổ biến hơn cho hòn đảo có tên là Đại Anh. 
Sau thời kỳ Anglo-Saxon, Britain chỉ được sử dụng như một thuật ngữ lịch sử. Geoffrey xứ Monmouth trong tác phẩm giả lịch sử Historia Regum Britanniae (c. 1136) gọi đảo Anh là Britannia major ("Đại Britain"), để phân biệt với Britannia minor ("Tiểu Britain"), vùng lục địa gần giống với Bretagne hiện đại, nơi đã được những người Celt di cư từ Quần đảo Anh định cư vào thế kỷ thứ năm và thứ sáu.  Thuật ngữ Great Britain lần đầu tiên được sử dụng chính thức vào năm 1474, trong văn bản soạn thảo đề xuất hôn nhân giữa Cecily, con gái của Edward IV của Anh, và James, con trai của James III của Scotland, trong đó mô tả hòn đảo này là "Đảo Nobill, được gọi là Gret Britanee". Nó được sử dụng lại vào năm 1603, khi Vua James I của Anh tự phong mình là "Vua của Vương quốc Đại Anh" trên đồng tiền của mình. 
Thuật ngữ Great Britain sau này được dùng để phân biệt hòn đảo lớn Britain (trong tiếng Pháp là Grande-Bretagne) với vùng Bretagne của Pháp. Với Đạo luật Liên minh 1707, nó đã trở thành tên chính thức của quốc gia mới được thành lập bởi sự hợp nhất của Vương quốc Anh (khi đó bao gồm xứ Wales) với Vương quốc Scotland, hình thành nên Vương quốc Đại Anh. Năm 1801, tên của đất nước được đổi thành Vương quốc Liên hiệp Anh và Ireland, thừa nhận rằng Ireland không còn là một vương quốc riêng biệt nữa và theo Đạo luật Liên minh năm 1800, Ireland đã được sáp nhập vào lãnh thổ vương quốc. Sau khi Ireland giành được độc lập vào đầu thế kỷ 20, tên gọi được đổi thành Vương quốc Liên hiệp Anh và Bắc Ireland cho đến ngày nay.
Trong cách sử dụng hiện đại, Great Britain, mặc dù đồng nghĩa với đảo Anh, và có thể được dùng để chỉ về mặt chính trị là Anh, Scotland và xứ Wales kết hợp, nhưng đôi khi được dùng để chỉ cho toàn bộ Vương quốc Anh. Ví dụ, thuật ngữ Team GB và Great Britain được dùng để chỉ đội tuyển Olympic của Vương quốc Liên hiệp năm 2012, bao gồm cả Bắc Ireland. Việc sử dụng 'GBR' trong bối cảnh này được xác định bởi Ủy ban Olympic quốc tế (xem Danh sách mã quốc gia của IOC) theo tiêu chuẩn quốc tế ISO 3166. Mã quốc gia internet, ".uk" là một trường hợp bất thường, vì đây là tên miền cấp cao nhất của mã quốc gia duy nhất không tuân theo ISO 3166.